# Kanishka

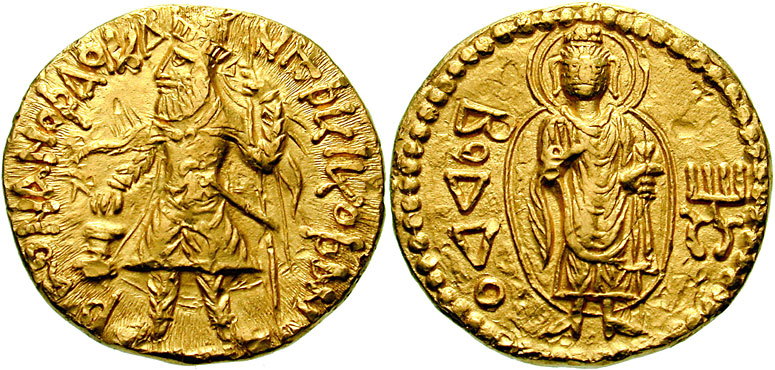
Gouden munt van Kanishka I met daarop zijn eigen beeltenis en die van de Boeddha op de keerzijde.

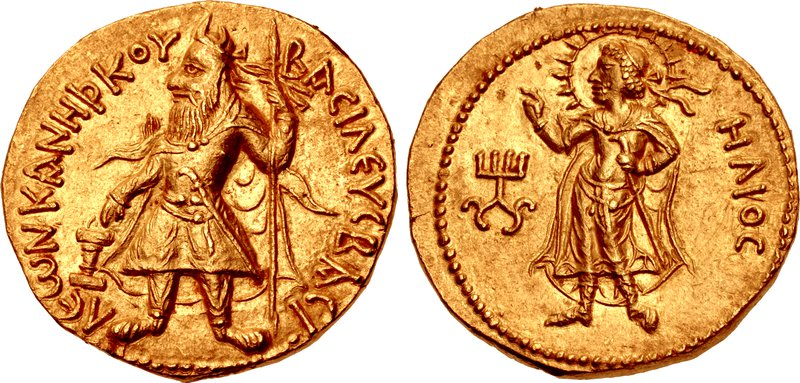
Gouden munt van Kanishka I met daarop zijn beeltenis. De andere zijde heeft een afbeelding van Helios, de Griekse zonnegod.

Kanishka I (1e-2e eeuw n.Chr.) was keizer van het Kushanarijk. Onder Kanishka bereikte het Kushanarijk waarschijnlijk zijn grootste omvang. Hij is de leider van de Kushana's waarvan de meeste inscripties bewaard zijn gebleven, wat wegens de schaarsheid van bronnen als een indicatie van zijn macht wordt gezien. 
Kanishka was de zoon en de opvolger van Vima Kadphises en zijn troonsbestijging was het begin van de Shakajaartelling. Onduidelijk is hoe deze jaartelling zich precies met andere kalenders verhoudt. De onzekerheid is groot: het eerste jaar van Kanishka kan 78 n.Chr. zijn geweest, maar 144 n.Chr. is ook mogelijk. 
Kanishka's inscripties melden dat hij het centrale en oostelijke deel van de Gangesvlakte veroverde, gebied dat destijds Magadha werd genoemd. Hij regeerde over een enorm gebied: van de Oxus tot Pataliputra tot Khotan en Kashgar. In al deze gebieden liet hij inscripties achter. Zijn uiterlijk is bekend van muntvondsten. Van een enorm standbeeld dat bij Mathura is gevonden ontbreekt het hoofd.
Binnen de boeddhistische traditie bestaan verhalen dat Kanishka de sangha, de gemeenschap van boeddhistische monniken, zou hebben gepatroniseerd, of zich zelfs tot het boeddhisme zou hebben bekeerd. In Purushpura (Peshawar) werd in of rond Kanishka's tijd een gigantische stoepa gebouwd die volgens Chinese pelgrims rond de 180-200 meter hoog was. Opgravingen hebben een ongeveer 90 meter brede basis blootgelegd, wat betekent dat zulke schattingen realistisch waren. Daarnaast werd in Kanishka's tijd in Kasjmir het vierde boeddhistische concilie bijeengeroepen, die de verspreiding van het Mahayanaboeddhisme in Centraal-Azië stimuleerde. 
Voor een voorkeur van Kanishka voor het boeddhisme bestaat echter geen bewijs. In contemporaine bronnen wordt Kanishka nooit een boeddhist of sponsor van de boeddhistische gemeenschap genoemd. Sterker, er zijn aanwijzigingen gevonden dat hij de verspreiding van het boeddhisme juist tegenging. Wel zijn er munten van Kanishka bekend met boeddhistische goden, maar dit zegt weinig. Deze munten vormen een minderheid tussen munten met hindoeïstische, zoroastrische en Griekse goden en de Perzische god Mithra. Dit syncretisme kenmerkt alle keizers van de Kushana's en was waarschijnlijk politiek gemotiveerd: het uitgestrekte rijk bevatte uiteenlopende volkeren en religies.
Volgens de traditie stierf Kanishka op militaire campagne in Sinkiang. Hij werd opgevolgd door een zekere Huvishka, misschien met Vashishka als co-regent. De oudste inscriptie van Huvishka dateert uit het jaar 24 van Kanishka's jaartelling.